# Solva melanogaster
Solva melanogaster är en tvåvingeart som beskrevs av Daniels 1977. Solva melanogaster ingår i släktet Solva och familjen lövträdsflugor. Inga underarter finns listade i Catalogue of Life.